# Понтасјеве
Понтасјеве (итал. Pontassieve) је насеље у Италији у округу Фиренца, региону Тоскана.
Према процени из 2011. у насељу је живело 9890 становника. Насеље се налази на надморској висини од 92 м.

## Становништво
Према резултатима пописа становништва 2011. у општини је живело 20.529 становника.
| 1936.  | 1951.  | 1961.  | 1971.  | 1981.  | 1991.  | 2001.  | 2011.  |
| ------ | ------ | ------ | ------ | ------ | ------ | ------ | ------ |
| 15.000 | 14.505 | 15.038 | 16.511 | 20.087 | 20.439 | 20.610 | 20.529 |

## Партнерски градови
- Знојмо
- Сен Жени Лавал
- Грисхајм
- Тифарити
- Белем